# Högsjön (Sättna socken, Medelpad)
Högsjön är en sjö i Sundsvalls kommun i Medelpad och ingår i Selångersåns huvudavrinningsområde. Sjön är 11,5 meter djup, har en yta på 0,112 kvadratkilometer och är belägen 197,1 meter över havet.

## Delavrinningsområde
Högsjön ingår i det delavrinningsområde (693193-155360) som SMHI kallar för Inloppet i Västansjön. Medelhöjden är 262 meter över havet och ytan är 13,52 kvadratkilometer. Räknas de 10 avrinningsområdena uppströms in blir den ackumulerade arean 51,78 kvadratkilometer. Avrinningsområdets utflöde Selångersån mynnar i havet. Avrinningsområdet består mestadels av skog (89 procent). Avrinningsområdet har 0,18 kvadratkilometer vattenytor vilket ger det en sjöprocent på 1,3 procent.